# Petit-Tenquin
 Petit-Tenquin  es una población y comuna francesa, en la región de Lorena, departamento de Mosela, en el distrito de Forbach y cantón de Grostenquin.

## Demografía
| 234 | 228 | 221 | 208 | 212 | 198 |
| Para los censos de 1962 a 1999 la población legal corresponde a la población sin duplicidades (Fuente: INSEE [Consultar]) |     |     |     |     |     |